# Perfect (film, 2018)
Pour les articles homonymes, voir Perfect.
Pour plus de détails, voir Fiche technique et Distribution.
Perfect  est un film américain réalisé par Eddie Alcazar, sorti en 2018.

## Synopsis
Un jeune homme trouve le cadavre de sa petite amie assassinée, allongée dans le lit à côté de lui.
Ayant reçu un appel de sa part, sa mère l'emmène dans une clinique de génétique, ou les patients transforment leur corps et leur esprit.

## Fiche technique
- Titre original : Perfect
- Réalisation : Eddie Alcazar
- Scénario : Eddie Alcazar et Ted Kupper
- Décors : Michael Wanenmacher
- Costumes : Romy Itzigsohn
- Photographie : Matthias Koenigswieser
- Montage : Gardner Gould
- Musique : Flying Lotus
- Pays d'origine : États-Unis
- Format : Couleurs - 35 mm
- Genre : thriller
- Dates de sortie :
  -  États-Unis : 11 mars 2018 (South by Southwest)

## Distribution
- Garrett Wareing : Vessel 13
- Courtney Eaton : Sarah
- Tao Okamoto : Ozawa
- Maurice Compte : Dr. Price
- Abbie Cornish : Mère
- Leonardo Nam : Haskell

## Distinctions

### Sélections
- South by Southwest : sélection.
- L'Étrange Festival 2018 : en compétition.
- Utopiales 2018 : en compétition.